# SWIG
SWIG (англ. simplified wrapper and interface generator) — свободный инструмент для связывания программ и библиотек, написанных на языках C и C++, с интерпретируемыми (Tcl, Perl, Python, Ruby, PHP) или компилируемыми (Java, C#, Scheme, OCaml) языками. Основная цель: обеспечение возможности вызова функций, написанных на одних языках, из кода на других языках. Программист создаёт файл .i с описанием экспортируемых функций; SWIG генерирует исходный код для склеивания C/C++ и нужного языка, создаёт исполняемый файл.
Вид исполняемого файла зависит от выбранного языка:
- исполняемый файл со встроенным интерпретатором скриптового языка;
- библиотека, функции C/C++ из которой автоматически становятся доступны из другого языка;
- библиотека функций C/C++ и библиотека функций — обёрток над функциями C/C++ (например, JNI для Java).

Движки скриптовых языков встраивают в программы на C/C++ по следующим причинам:
- скорость разработки с использованием скриптового языка выше, чем скорость разработки на C/C++;
- пользователи получают возможность автоматизации своих действий с помощью сценариев. Например, в играх сценарии используются для написания сюжета и уровней;
- разработчики получают возможность автоматизации для тестирования ПО на этапе разработки. Готовое ПО может не включать скриптовый движок.

Причины создания библиотек функций C/C++, доступных интерпретаторам других языков:
- предоставление функциональности, отсутствующей в скриптовом языке;
- оптимизация наиболее часто выполняемых участков кода для повышения производительности (см. анализ производительности).

SWIG написан на языках С и C++, распространяется по лицензии, похожей на BSD, с февраля 1996 года. Лицензия SWIG позволяет использовать, распространять и модифицировать код SWIG для коммерческих и некоммерческих целей практически без ограничений.

## Пример: вызов функции C из Python
Пусть имеется код на языке C, реализующий некоторую функцию, например, печать текста.
```
/* File : try.c */

#include
 
<stdio.h>

void
 
echo
(
void
)
 
{

    
printf
(
"
\"
Hello World
\"\n
"
);

}

```

Чтобы вызвать функцию echo() из Python, необходимо написать интерфейсный файл (расширение .i) следующего содержания:
```
/* File : try.i */

%
module
 
mytry

extern
 
void
 
echo
(
void
);

```

и выполнить в терминале ОС Unix следующие команды:
```
swig
 
-python
 
try.i
gcc
 
-c
 
-fpic
 
try_wrap.c
 
try.c
  
-DHAVE_CONFIG_H
  
-I
"/usr/local/include/python2.5"
 
-I
"/usr/local/lib/python2.5/config"

gcc
 
-shared
 
try.o
 
try_wrap.o
 
-o
 
_mytry.so

```

Для ОС Windows (при использовании Cygwin или MinGW) команды будут отличаться:
```
swig -python try.i
gcc -c try_wrap.c try.c  -DHAVE_CONFIG_H
gcc -shared try_wrap.o try.o -o _try.pyd -lpython25

```

SWIG автоматически создаст несколько файлов: «mytry.py», «try_wrap.c» и исполняемый файл.
Для вызова функции echo() из Python запустите интерпретатор и выполните следующий код:
```
>>>
 
import
 
mytry

>>>
 
mytry
.
echo
()

"Hello World"

>>>

```